# بلال الخنوس
بلال الخنوس (مواليد 10 مايو 2004) هو لاعب كرة قدم مغربي يشغل مركز لاعب وسط مع نادي ليستر سيتي في الدوري الإنجليزي الممتاز والمنتخب المغربي.

## مسيرته الكروية
ولد بلال الخنوس في بلجيكا من والدين مغاربة والده محمد الخنوس موظف، ووالدته كريمة بن عيسى تمتلك عدة شركات تنظيف في بروكسل. لديه أخ أكبر اسمه عز الدين.
الخنوس هو خريج نادي رويال أندرلخت البلجيكي، قبل أن ينتقل إلى نادي جينك سنة 2019. في 24 يوليو 2020 وقّع أول عقد احترافي له. شارك لأول مرة مع النادي في الدوري في 21 مايو 2022 ضد كيه في ميخيلين.
و غادربلال الخنوس فريق جينك من أجل الانتقال إلى فريق ليسترستي في الدوري الإنجليزي الممتاز يوم الخميس 29 غشت 2024 بعد تألقه خلال دورة الألعاب الأولمبية باريس 2024.

## مسيرته الدولية
سبق لبلال اللعب ضمن الفئات السنية لبلجيكا، قبل التحول لتمثيل المغرب ضمن منتخب تحت 20 سنة.
في 10 نوفمبر 2022، تم اختياره في تشكيلة المغرب المكونة من 26 لاعبًا لكأس العالم 2022 في قطر. في 17 ديسمبر، شارك أساسيًا أمام المنتخب الكرواتي في مباراة تحديد المركز الثالث، ليصبح أصغر لاعب مغربي يشارك في مباراة بنهائيات كأس العالم عن عمر 18 سنة و 221 يوم، محطمًا بذلك رقم مواطنه أشرف حكيمي صاحب 18 سنة و 223 يومًا في مونديال روسيا 2018. وانتهت المباراة بخسارتهم 2–1، رغم ذلك حقق رفقة زملائه في المنتخب المغربي المركز الرابع كأفضل إنجاز لمنتخبهم في كأس العالم على الإطلاق.

## الإنجازات

### المنتخب
المغرب تحت 23
- كأس الأمم الإفريقية : 2023[14]
- برونزية كرة القدم الأولمبية : 2024[15]

 المغرب
- كأس العالم
  - المركز الرابع : 2022[16]

### فردية
- جائزة الأسد البلجيكي : 2023[17]
- الدوري البلجيكي أفضل لاعب شاب : 2022،[18] 2024[19]
- لاعب الموسم في نادي جينك البلجيكي : 2023–24[20]

## روابط خارجية
- بلال الخنوس على موقع الاتحاد الأوربي (الإنجليزية)
- بلال الخنوس على موقع الاتحاد البلجيكي (الإنجليزية)
- بلال الخنوس على موقع قاعدة بيانات كرة القدم.إي يو (الإنجليزية)
- بلال الخنوس على موقع ليكيب (الفرنسية)
- بلال الخنوس على موقع ناشيونال فوتبول تيمز (الإنجليزية)
- بلال الخنوس على موقع Soccerbase.com (لاعب) (الإنجليزية)
- بلال الخنوس على موقع Soccerway.com (الإنجليزية)
- بلال الخنوس على موقع عالم كرة القدم.نت (الإنجليزية)